# Lamium moschatum
Lamium moschatum là một loài thực vật có hoa trong họ Hoa môi. Loài này được Mill. mô tả khoa học đầu tiên năm 1768.